# Autoroute A21 (Francia)
L’autoroute A21, detta anche Rocade Minière, è un'autostrada francese.